# Hailemariyam Amare
Hailemariyam Amare Tegegn, né le 22 février 1997, est un athlète éthiopien, spécialiste du 3 000 m steeple.

## Biographie
Auteur d'un record personnel sur 3 000 m steeple à 8 min 25 s 1 en juin 2015 à Montbéliard, il atteint la finale des championnats du monde de Pékin (à seulement dix-huit ans), qu'il termine à la douzième place.
La même année, il obtient le bronze lors des Jeux africains de Brazzaville, avec un nouveau record personnel.

### Palmarès
| Date | Compétition            | Lieu         | Résultat | Épreuve         | Performance    |
| ---- | ---------------------- | ------------ | -------- | --------------- | -------------- |
| 2015 | Championnats du monde  | Pékin        | 12e      | 3 000 m steeple | 8 min 26 s 19  |
| 2015 | Jeux africains         | Brazzaville  | 3e       | 3 000 m steeple | 8 min 24 s 19  |
| 2022 | Championnats d'Afrique | Saint-Pierre | 1er      | 3 000 m steeple | 8 min 27 s 38  |
| 2022 | Championnats d'Afrique | Saint-Pierre | 1er      | 5 000 m         | 13 min 36 s 79 |
| 2022 | Championnats du monde  | Eugene       | 10e      | 3 000 m st.     | 8 min 31 s 54  |

## Records
| Épreuve         | Performance  | Lieu  | Date        |
| --------------- | ------------ | ----- | ----------- |
| 3 000 m steeple | 8 min 6 s 29 | Rabat | 5 juin 2022 |